# Tchaïa
La Tchaïa (en russe : Чая) est une rivière de Russie qui coule dans l'oblast de Tomsk en Sibérie occidentale. C'est un affluent direct de l'Ob en rive gauche.

## Géographie
La Tchaïa naît de l'union de deux rivières : le Parbig et le Baktchar. Elle coule du sud vers le nord dans l'interfluve entre les bassins inférieurs du Parabel et de l'Ob. 

Sa longueur est de 134 kilomètres et son bassin s'étend sur 27 200 kilomètres carrés.

Elle se jette dans un bras de l'Ob à Oust-Tchaïa, localité située à une dizaine de kilomètres en aval de la ville de Kolpachevo. 

La rivière est prise par les glaces de novembre à la mi-avril. Hormis cette période, elle est navigable sur tout son parcours.

## Affluents
- Le Baktchar (constituant de droite)
- Le Parbig (constituant de gauche)
- L'Iksa[1] (rive droite)

## Hydrométrie - Les débits à Podgornoïe
Le régime de la Tchaïa est nivo-pluvial ; la plus grande partie de ses eaux provient de la fonte des neiges au printemps. 

Son débit a été observé pendant 38 ans (au long de la période 1936-1990) à Podgornoïe, localité située à quelque 60 kilomètres de la confluence avec l'Ob . 
À Podgornoïe, le débit annuel moyen ou module observé sur cette période était de 78,8 m3/s pour une surface de drainage de plus ou moins 25 000 km2, soit plus de 90 % de la totalité du bassin versant de la rivière. La lame d'eau d'écoulement annuel dans le bassin se montait de ce fait à 99,5 millimètres, ce qui peut être considéré comme modéré, et correspond aux valeurs observées pour les cours d'eau de la région.
Le débit moyen mensuel observé en février (minimum d'étiage) est de 20,3 m3/s, soit seulement 6 % du débit moyen du mois de mai (342 m3/s), ce qui souligne l'amplitude élevée des variations saisonnières. Sur la durée d'observation de 38 ans, le débit mensuel minimal a été de 13,9 m3/s en mars 1969, tandis que le débit mensuel maximal s'élevait à 786 m3/s en mai 1985. Un débit mensuel inférieur à 14 m3/s est exceptionnel. 